# هوليس (نيوهامشير)
هوليس (بالإنجليزية: Hollis, New Hampshire)‏ هي بلدة أمريكية تقع في الولايات المتحدة في هيلسبوروغ. يقدر عدد سكانها بـ 7,684 نسمة ومساحتها 83.7 كم2وترتفع عن سطح البحر 123 متر.

## أعلام
- صموئيل اي .سميث